# Татаренко Іван Купріянович
Іван Купріянович Татаренко (25 вересня 1902, село Старе Село, тепер Сумського району Сумської області — ?) — український радянський діяч, 1-й секретар Буринського районного комітету КП(б)У Чернігівської області. Депутат Верховної Ради СРСР 1-го скликання.

## Життєпис
Народився в селянській родині. Освіта середня.
З 1917 року працював погоничем биків у економії Суханова на хуторі Пруток Сумського повіту Харківської губернії. З 1919 року — на різних роботах в радгоспах Степанівського району Сумського округу.
У 1924—1928 роках — служба в Червоній армії: червоноармієць 6-го полку зв'язку Українського військового округу.
Член ВКП(б) з 1928 року.
У 1928—1931 роках — наглядач Хотінського районного відділу міліції Сумського округу. У 1931—1932 роках — помічник начальника Білопільського районного відділу міліції на Сумщині.
У 1932—1935 роках — студент Комуністичного університету імені Артема в місті Харкові. Навчання не закінчив.
У 1935—1937 роках — заступник директора Буринської машинно-тракторної станції (МТС) з політичної частини Буринського району Чернігівської області.
З 1937 року — 1-й секретар Буринського районного комітету КП(б)У Чернігівської області.
У 1937 був обраний депутатом Ради національностей СРСР від Чернігівського округу.
На 1944 — квітень 1946 року — заступник народного комісара юстиції Української РСР із кадрів.
Із квітня (затверджений в липні) 1946 року — голова Сумського обласного суду.

## Звання
- майор юстиції

## Нагороди
- орден «Знак Пошани» (26.03.1945)
- медаль «За перемогу над Німеччиною у Великій Вітчизняній війні 1941—1945 рр.»